# Camp de concentration de Gorjna Rijeka
 (mars 2016).
Le camp de concentration de Gorjna Rijeka  (KZ Gornja Rijeka) était un camp de concentration dirigé par les Croates pendant la Seconde Guerre mondiale à Križevci en Croatie.

Le camp est en activité de novembre 1941 à août 1942 et pouvait contenir de 200 à 400 places.

Les internés étaient principalement des enfants serbes et juifs tout comme dans les camps oustachis de Jastrebarsko et de Sisak.
Un nombre inconnu de femmes, certaines avec des enfants, sont internées dans le camp.

À partir de juin 1942, le camp compte 400 orphelins abandonnés après l'opération Bosnie-Ouest. Environ 140 enfants sont morts dans le camp, des mauvaises conditions de détentions et du typhus.